# Turbidímetre
Un turbidímetre és un tipus de nefelòmetre i està basat en un colorímetre o espectrofotòmetre adaptat per al mesurament de la terbolesa d'una suspensió en aigua a partir de la diferència de la seva transmitància amb la del dissolvent. La tècnica analítica emprada s'anomena turbidimetria.